# Easy to Idolize
Easy to Idolize is het vierde album van de Nederlandse jazz-zangeres Ilse Huizinga.

## Lijst van nummers
1. That's All
2. The Sound Of Music
3. I Only Have Eyes For Eyes
4. Willow Weep For Me
5. The Thrill Is Gone
6. Skylark
7. Easy To Love
8. Someday My Prince Will Come
9. Time After Time
10. Isn't It Romantic
11. The Nearness Of You
12. I'm A Fool To Want You
13. When You Wish Upon A Star
14. All The Things You Are
15. Over The Rainbow
16. A Child Is Born
17. I Love You
18. The Man I Love
19. What'll I Do

Alle arrangementen door Erik van der Luijt

## Bezetting
- Ilse Huizinga - zang
- Erik van der Luijt - piano
- Frans van der Hoeven - contrabas
- Ben Schröder - drums
- Martijn van Iterson - gitaar